# Edward Adam Stadnicki
Edward Adam Stadnicki herbu Szreniawa bez Krzyża (ur. 2 września 1856 w Nawojowej, zm. 22 kwietnia 1885 tamże) – ziemianin, właściciel Nawojowej i dóbr vranowskich, doktor praw.

## Życiorys
Był synem Edwarda Marii Stadnickiego, młodszym bratem Stanisława Jana Kantego. W latach 1875–1879 studiował prawo na Uniwersytecie Jagiellońskim uzyskując w 1879 tytuł doktora praw. Był działaczem Towarzystwa Kółek Rolniczych i Towarzystwa Wzajemnej Pomocy Oficjalistów Prywatnych. W 1881 został właścicielem Nawojowej i dóbr morawskich. 30 czerwca 1881 ożenił się z Heleną Marią z Sapiehów córką Adama Stanisława Sapiehy starszą siostrą kardynała Adama Stefana Sapiehy. W kwietniu 1882 we Lwowie urodził się jedyny syn Edwarda Adam Zbigniew. Edward Stadnicki na stypendia rolnicze dla młodzieży uczącej się w szkołach w Dublanach i Czernichowie przeznaczył kwotę 10 tysięcy złotych reńskich.